# جورج فينكلر (متسلق جبال)
جورج فينكلر (بالألمانية: Georg Winkler)‏ هو متسلق جبال ألماني، ولد في 26 أغسطس 1869 في ميونخ في ألمانيا، وتوفي في 17 أغسطس 1888 في فيشورن في سويسرا.